# Dikaliumbis(biuretato)cuprat(II)
Dikaliumbis(biuretato)cuprat(II) (kurz: K2Cu(bi)2) ist eine chemische Verbindung aus der Gruppe der Komplexverbindungen. Es ist das Produkt der Biuretreaktion, wenn tatsächlich Biuret und statt Natronlauge Kalilauge verwendet wird.

## Geschichte
Es ist anzunehmen, dass bereits 1848 der Namensgeber des Biuret, G. Wiedemann, das Dikaliumbis(biuretato)cuprat(II) synthetisiert hat. Dies kann aber nicht mit absoluter Sicherheit gesagt werden, denn er nutzte es nur als Test-Reaktion für das Biuret und untersuchte den Komplex nicht weiter. Die Beschreibung Wiedemanns passt aber sehr genau auf spätere Versuche, bei denen der Komplex auch genauer analysiert wurde.

„Das Biuret zeigt nur eine characteristische Reaction: mit
Kupferoxydlösung und einem Ueberschuss von Kali versetzt giebt es eine eigenthümliche rothe Farbe. Beim Abdampfen der Mischung zur Trockne entstehen kleine rothe Krystalle, welche indessen nicht rein erhalten werden konnten.“

## Gewinnung und Darstellung
Bei der Synthese von Dikaliumbis(biuretato)cuprat(II) ist stets der Einsatz einer wässrigen Lösung von Kaliumhydroxid und Biuret im Überschuss nötig, welche dann mit Kupfer(II)-ionen versetzt wird. In welcher Form die Kupferionen eingebracht werden, ist nicht entscheidend; es wurde vom Einsatz des Kupfer(II)-oxids berichtet, ebenso können Kupfersulfat oder auch Kupfer(II)-chlorid eingesetzt werden. Isoliert werden kann der Komplex durch Auskristallisieren aus der Mutterlauge; dies kann durch Einbringen von Ethanol beschleunigt werden.

## Eigenschaften
Im Dikaliumbis(biuretato)cuprat(II) ist das zweiwertige Kupfer-Ion quadratisch planar über die außenstehenden Stickstoffatome der beiden Biuret-Einheiten koordiniert. Die Biuret-Einheiten liegen dabei formal als Dianionen vor. Es liegt außerdem in der Regel als Tetrahydrat vor. Es liegen zwei isosbestische Punkte vor mit den Wellenlängen 365 und 547 nm. In Lösung können sich Dimere bilden, bei denen eines der koordinierenden Stickstoffatome axial noch ein weiteres Kupferion koordiniert. Dabei beträgt die Bindungslänge allerdings nur etwa 3,24 Å. Durch verschiedene Oxidationsmittel lässt sich Dikaliumbis(biuretato)cuprat(II) zu Kaliumbis(biuretato)cuprat(III) umwandeln, einem der wenigen bekannten stabilen Kupfer(III)-Komplexe.